# Парубін Євген Володимирович
Євген Володимирович Парубін нар. 3 липня 1978, Молдавська РСР) — молдовський та український футболіст, що грав на позиції півзахисника. Відомий за виступами у складі сімферопольської «Таврії» у вищій українській лізі та в складі «Торентула» у найвищому молдовському дивізіоні.

## Кар'єра футболіста
Євген Парубін розпочав виступи на футбольних полях у складі кишинівського клубу найвищого молдовського дивізіону «Торентул» в сезоні 1995—1996 років, у складі якого зіграв 17 матчів першості країни. За кілька років футболіст перебрався до України, де грав у складі аматорських команд «Податкова Академія» та «СВХ-Даніка». На початку 2000 року Парубін став гравцем команди другої української ліги «Титан» з Армянська, в які грав до кінця 2000 року. На початку 2001 року футболіст перейшов до складу аматорської команди «Динамо» з Сімферополя, яка за піроку розпочала виступати в другій лізі. Оскільки сімферопольське «Динамо» стало фарм-клубом клубу вищої української ліги «Таврії» з Сімферополя, то Євген Парубін у другій половині сезону 2001—2002 років залучався до складу «Таврії», а 11 червня 2002 року дебютував у вищому українському дивізіоні у матчі із львівськими «Карпатами». Проте цей матч виявився єдиним для футболіста у вищому українському дивізіоні, й він повернувся до складу «Динамо». За два роки сімферопольська команда під новою назвою «Динамо-ІгроСервіс» здобула місце в першій лізі. У першій лізі Парубін провів у складі «Динамо-ІгроСервіса» два сезони, після чого перейшов до складу команди другої ліги «Олком» з Мелітополя. У мелітопольській команді Євген Парубін грав протягом півроку, після чого став гравцем друголігового клубу з Криму «Фенікс-Іллічовець». За півроку з клубом Парубін вийшов у першу лігу, проте на вищому рівні грав лише півроку, після чого завершив виступи в професійному футболі. Надалі Євген Парубін до 2012 року грав у складі футзального клубу МСК «Столичний», кількох кримських аматорських командах, а також судив матчі чемпіонату Криму.

## Особисте життя
Євген Парубін є сином Володимира Парубіна, який також був футболістом, та грав у дублюючому складі кишинівського «Ністру» та у складі команди другої ліги СРСР «Сперанца» (Дрокія).